# Rubus amisiensis
Rubus amisiensis är en rosväxtart som beskrevs av Heinrich E. Weber. Rubus amisiensis ingår i släktet rubusar, och familjen rosväxter. Inga underarter finns listade i Catalogue of Life.